# Jerusalem (hymne)
 For alternative betydninger, se Jerusalem (flertydig). (Se også artikler, som begynder med Jerusalem)
Jerusalem er en patriotisk engelsk hymne efter et digt af William Blake (1757–1827) fra 1804 og tonesat af Hubert Parry (1848–1918) i 1916. Digtet er også kendt fra den indledende strofe: And Did Those Feet in Ancient Time. Sangen er meget brugt i England.
Eftersom England ikke har nogen officiel nationalsang, er Jerusalem, sammen med "God Save the King/Queen" og "Land of Hope and Glory", benyttet som uofficiel nationalsang. Det er af flere foreslået, at sangen skal være Englands officielle nationalsang, og det konservative parlamentsmedlem Daniel Kawczynski foreslog dette i Det britiske parlament den 18. oktober 2006.

## Tekst
Teksten stammer fra forordet til hans det episke digt Milton, a Poem fra 1804, og efterfulgte denne tekst, som begyndte med "The Stolen and Perverted Writings of Homer & Ovid: of Plato & Cicero, which all Men ought to contemn: ..."
Digtet er inspireret af den apokryfe historie om den unge Jesus, som fulgte med Josef fra Arimatæa til Glastonbury i det sydvestlige England via en nærliggende romersk havn. Denne historie knytter sig også til Johannes' åbenbaring 3:12 og 21:2 som beskriver Jesu genkomst og etableringen af Det himmelske Jerusalem.
Blakes tekst
And did those feet in ancient time.

Walk upon Englands  mountains green:

And was the holy Lamb of God,

On Englands  pleasant pastures seen!

And did the Countenance Divine,

Shine forth upon our clouded hills?

And was Jerusalem builded here,

Among these dark Satanic Mills?

Bring me my Bow of burning gold;

Bring me my Arrows of desire:

Bring me my Spear: O clouds unfold!

Bring me my Chariot of fire!

I will not cease from Mental Fight,

Nor shall my Sword sleep in my hand:

Till we have built Jerusalem,

In Englands green & pleasant Land
Under teksten skrev Blake et bibelcitat: "Would to God that all the Lord's people were Prophets, Numbers chapter 11, verse 29". ("Om bare alt Herrens folk var profeter!, Fjerde Mosebog 11:29".

## Tolkning
Den vanligste tolkning er, at Blake forudsætter, at et besøg af Jesus til England i dag ville give England et forbigående himmelsk skær, i kontrast til de "dark Satanic Mills" fra den industrielle revolution og dennes ødelæggelse af naturen og menneskelige forbindelser. Dette digt indførte udtrykket "dark Satanic Mills" i det engelske sprog. Denne tolkning er knyttet til skæbnen for Albion melmølle i London, den første større fabriksbygning i byen. Denne lå i Southwark og blev bygget i 1786, ikke langt fra hvor, Blake boede. Frem til fabrikken blev ødelagt af en brand efter blot fem år i 1791, som kan have været påsat, havde den taget arbejdet fra mange traditionelle møllere. Protestanterne mod møllen kaldte den "satanisk" og beskyldte ejerne for at fuske med melet og på bekostning af de traditionelle, britiske producenter. En samtidig illustration fra branden viste en djævel på huk over bygningen.
I stedet for at hævde det historiske faktum om Jesu besøg i England, stiller i stedet Blake fire spørgsmål. Men digtet forudsætter, at om der har været eller ikke har været et gudelig besøg i England, i så fald ville det have været et himmelsk skær i England.

## Brug
Digtet var kun lidt kendt i det følgende århundrede efter, at det var blevet skrevet, frem til det blev taget med i den patriotiske antologi The Spirit of Man redigeret af Poet laureate Robert Bridges og udgivet i 1916 på en tid, da den patriotiske stemning var nedadgående på grund af de store britiske tab under 1. verdenskrig og en gryende opfattelse af, at der ikke var nogen ende på krigen i sigte.
Da Bridges under de krævende tider for briterne fandt et digt, som kunne "stramme den nationale stemning søledes, at man med glæde ville acceptere alle nødvendige ofre" og bad sir Hubert Parry om at lave musik til digtet til kampagnemøder. Bridges bad Parry om at lave "passende, enkel musik til Blakes strofer - musik som publikum vil kunne opfange og synge med på", og tillagde, at hvis Parry ikke kunne gøre det selv, ville han kunne spørge George Butterworth.

### Parrys tonesætning
I sin tilpasning af Blakes digt til en unison sang, anvendte Parry et to-strofe format, hvor hver af disse bestod af otte linjer af Blakes originale digt. Han anvendte også en firetakts indledning til hvert vers, og en koda (hale), som en ekko af sangens melodiske motiv, og sangen er altid fremført med disse "ekstra" passager. Endvidere blev ordet "these" erstattet med "those" (før "dark Satanic Mills").
Parry fik efterhånden betænkeligheder med den ultra-nationale brug af sangen og skrev blandt andet til Francis Younghusband i maj 1917 for at få støtte til at trække den tilbage, men situationen blev reddet af Millicent Fawcett, da hun kunne informere om, at sangen også blev taget i brug af National Union of Women's Suffrage Societies, og hun bad om at måtte bruge den på en støttekoncert for dem den 13. marts 1918. Dette oppmuntrede Parry til at lave en fuld orkestrering af sangen, da den tidligere kun var for orgel og vokal. Parry blev meget glad, da Fawcett spurgte, om de kunne bruge sangen som sin hymne, og han gav National Union of Women's Suffrage Societies alle ophavsrettigheder og indtægter fra sangen. Da denne organisation blev nedlagt, blev rettighederne overført til Women's Institutes, som havde disse rettigheder til sangens ophavsrettigheder bortfaldt i 1968.
Sangen blev oprindelig kaldt "And Did Those Feet in Ancient Time", og de første udgivne noder havde denne titel. Ændringen til "Jerusalem" ser ud til at være kommet i forbindelse med støttekoncerten i 1918, og noderne til Parrys orkestrering. På Parrys manuskript er den tidligere titel overstreget og erstattet med "Jerusalem" med en anden håndskrift. Parry selv refererede imidlertid altid til sangen med dens første titel. Han markerede i noderne, at første vers skulle synges af en kvindelig solist, men dette er sjældent i dagens fremføringer. Sir Edward Elgar lavede en ny orkestrering for fuldt orkester i 1922 til den klassiske musikfestival i Leeds. Elgar holdt af sangen og ville utvivlsomt være trist over at hans orkestrering i eftertiden skulle overskygge Parrys egen, og dette skyldes i første række, at det er Elgars orkestrering, som i dag benyttes ved BBCs Last Night of the Proms til trods for, at da sir Malcolm Sargent introducerede sangen til dette arrangement, anvendte han Parrys version.

### Som engelsk nationalsang?
Kong Georg V hævdede efter at have hørt den orkestrerede version første gang, at han foretrak "Jerusalem" frem for den britiske nationalsang "God Save the King", og "Jerusalem" bliver anset for at være Englands mest populære patriotiske sang. Der har været flere forslag om at give den status som nationalsang for England, da England ikke har nogen officiel nationalsang og anvender den britiske nationalsang "God Save the King/Queen", som også er en uofficiel nationalsang, ved nogle anledninger, særlig inden for idræt som engelske landskampe i fodbold. Inden for andre idrætsgrene bliver "Jerusalem" også benyttet, for eksempel er sangen den officielle hymne for England and Wales Cricket Board, selv om "God Save the Queen" blev sunget før Englands kampe i 2010/2011. Spørgsmålet om nationalsang har været diskuteret i Det britiske parlament uden, at der er kommet nogen afklaring, og det er op til det enkelte engelske specialforbund at bestemme hvilken sang, de vil bruge for sin idræt.
Siden parlamentet ikke har afklaret situationen, gennemførte det engelske hold ved Commonwealth Games i 2010 en meningsmåling for at få afklaret hvordan, publikum stillede sig til hvilken sang, som skulle bruges ved medaljeceremonier ved engelske sejre. I denne undersøgelse fik "Jerusalem" tilslutning fra 52 % foran "Land of Hope and Glory" (som havde været anvendt siden 1930) og "God Save the Queen".

### Som salme
Til trods for, at musikken blev komponeret som en unison sang, har "Jerusalem" været benyttet af en række kirker og sunget som afsluttende salme i engelske katedraler, kirker og kapeller, særlig på St. Georgs dag den 23. april. En række kirker synger den også på "Jerusalemsøndagen" som i den anglikanske kirke verden rundt fejrer den hellige by, og den bliver også brugt i nogen episkopale kirker i USA.
Dette til trods, er sangen ikke officielt godkendt som en salme i Den engelske kirke, da den strengt taget ikke er en bøn til Gud, som det hævdes er en forudsætning for at være en salme. Af denne grund er der en række kirker i England, som ikke anvender sangen
Den blev anvendt som salme under brylluppet mellem prins William og Kate Middleton i Westminster Abbey Sangen blev også valgt til åbningen af Sommer-OL 2012 i London, mens "God Save The Queen" blev sunget under flaghejsingen, da dronningen var til stede.

### Emerson, Lake & Palmer
Den engelske progressive rockgruppen Emerson, Lake & Palmer havde i 1973 en version af sangen med titlen "Jerusalem" på deres album Brain Salad Surgery fra 1973. Indspilningen af denne sang var også første gang, en Moog synthesizer type Apollo, den første polyfone synthesizer, og var under indspilningen fortsat kun en prototype
Da "Jerusalem" blev udgivet som single, nægtede BBC at spille den i radioen og mente, at det ikke var seriøs musik, hvilket bandet opfattede som udryk for gammeldags og bagstræberiske holdninger i BBC.

### Forskellige opførelser
Parrys populære tonesætning har ført til hundredvis af ulige indspilninger, både traditionelle kor-arrangementer og nye tolkninger af allerede kendte musikartister.